# Port lotniczy Thandwe
Port lotniczy Thandwe – międzynarodowy port lotniczy położony w Thandwe, w Mjanmie.